# Piet Gommers
Pieter (Piet) C.E. Gommers (Meerle, 23 maart 1904 - Antwerpen, 19 maart 1969) was een Nederlands-Belgisch arts en Vlaams-nationalistisch politicus voor het VNV en de lokale kieslijst Gemeentebelangen.

## Levensloop
Gommers werd geboren te Meerle in een gezin met de Nederlandse nationaliteit. In 1926 verkreeg hij de Belgische nationaliteit. Van beroep was hij (net als zijn vader) arts. In 1935 liet hij in de Van Aertselaarstraat te Hoogstraten een woning optrekken in Nieuwe Zakelijkheid (die later nog zal bewoond worden door Jozef Bastiaens).
Hij werd politiek actief in de aanloop van de gemeenteraadsverkiezingen van 1938 voor de kieslijst 'Gemeentebelangen' van lijsttrekker (en zittend burgemeester) Jan Brosens. Tot voor deze verkiezingen was er steeds een katholieke eenheidslijst geweest, wat verkiezingen overbodig maakte. De scheurlijst wist de verkiezingen te winnen. Brosens verlengde zijn burgemeesterschap en Gommers kreeg een schepenmandaat toegewezen. Op 21 mei 1941 volgde Gommers naar aanleiding van de door de Duitsers ingestelde (en door de  secretaris-generaal van het Ministerie van Binnenlandse Zaken en Volksgezondheid Gérard Romsée gesteunde) ouderdomsverordening (überalterungsverordnung) van 7 maart 1941 Brosens op als burgemeester.  Kort daarvoor - in november 1940 - werd de lokale VNV-afdeling opgericht, waarbij Gommers onmiddellijk aansloot.
Zijn burgemeesterschap werd sterk gekenmerkt door zijn nationaalsocialistische sympathieën. Typerend daarvoor was onder meer een huldiging van een oostfrontstrijder op het stadhuis omstreeks Kerstmis 1943, waarbij een exemplaar van Mein Kampf werd overhandigd met op de eerste pagina een huldeadres ondertekend door de burgemeester en schepenen. Een dramatisch hoogtepunt in zijn beleidsperiode werd bereikt met de razzia van Hoogstraten door de Sicherheitspolizei en de Gestapo op 1 mei 1944. Hierbij werden zeventien Hoogstratenaars opgepakt. Drie van hen werden later vrijgelaten, van de overige veertien keerden er slechts vier terug. Ook kwam Gommers echter zelf in aanvaring met de hogere overheid, toen hij in het najaar van 1941 lokale landbouwers in bescherming nam bij het niet-nakomen van de leveringsplicht.
Vlak voor de bevrijding trachtte hij via Nederland naar Duitsland te vluchten. Hij werd evenwel te Deventer aangehouden. Hij werd veroordeeld door de Krijgsraad te Turnhout wegens collaboratie (oogmerken den vijand te hebben gediend en verklikking) tot 25 jaar dwangarbeid en een schadevergoeding aan de Belgische Staat van 100.000 Belgische frank. In 1952 werd zijn straf omgezet naar twintig jaar cel. Na zijn vrijlating vestigde hij zich als arts te Antwerpen. Na zijn dood werd hij bijgeplaatst in het familiegraf van zijn echtgenote (familie d'Aubioul) op de begraafplaats van Hemiksem.